# Cryosophila guagara
Cryosophila guagara Allen es una especie de planta perteneciente a la familia de las palmeras (Arecaceae).

## Distribución y hábitat
Es endémica de Costa Rica y oeste de Panamá donde está tratada en peligro de extinción por pérdida de hábitat.

## Descripción
Es un árbol de palmas de las selva lluviosas en las tierras bajas.

## Taxonomía
Cryosophila guagara fue descrita por Paul Hamilton Allen y publicado en Ceiba 3(3): 174, f. 3. 1953.
Etimología
Cryosophyla: nombre genérico poco aclarado que parece que deriva del griego antiguo: crios = "cabra" y phila - "amoroso", pero este significado parece absurdo.
guagara: epíteto